# Chrysopa notulata
Chrysopa notulata is een insect uit de familie van de gaasvliegen (Chrysopidae), die tot de orde netvleugeligen (Neuroptera) behoort. 
Chrysopa notulata is voor het eerst wetenschappelijk beschreven door Banks in 1937.